# Tatuí (gemeente)
Tatuí is een gemeente in de Braziliaanse deelstaat São Paulo. De gemeente telt 109.017 inwoners (schatting 2009).

## Aangrenzende gemeenten
De gemeente grenst aan Alambari, Boituva, Capela do Alto, Cerquilho, Cesário Lange, Guareí, Iperó, Itapetininga en Quadra.

## Geboren
- Antônio Carlos Neves Campos (1940), componist, dirigent, pianist en professor in muziek